# 吉野大峯ケーブル自動車

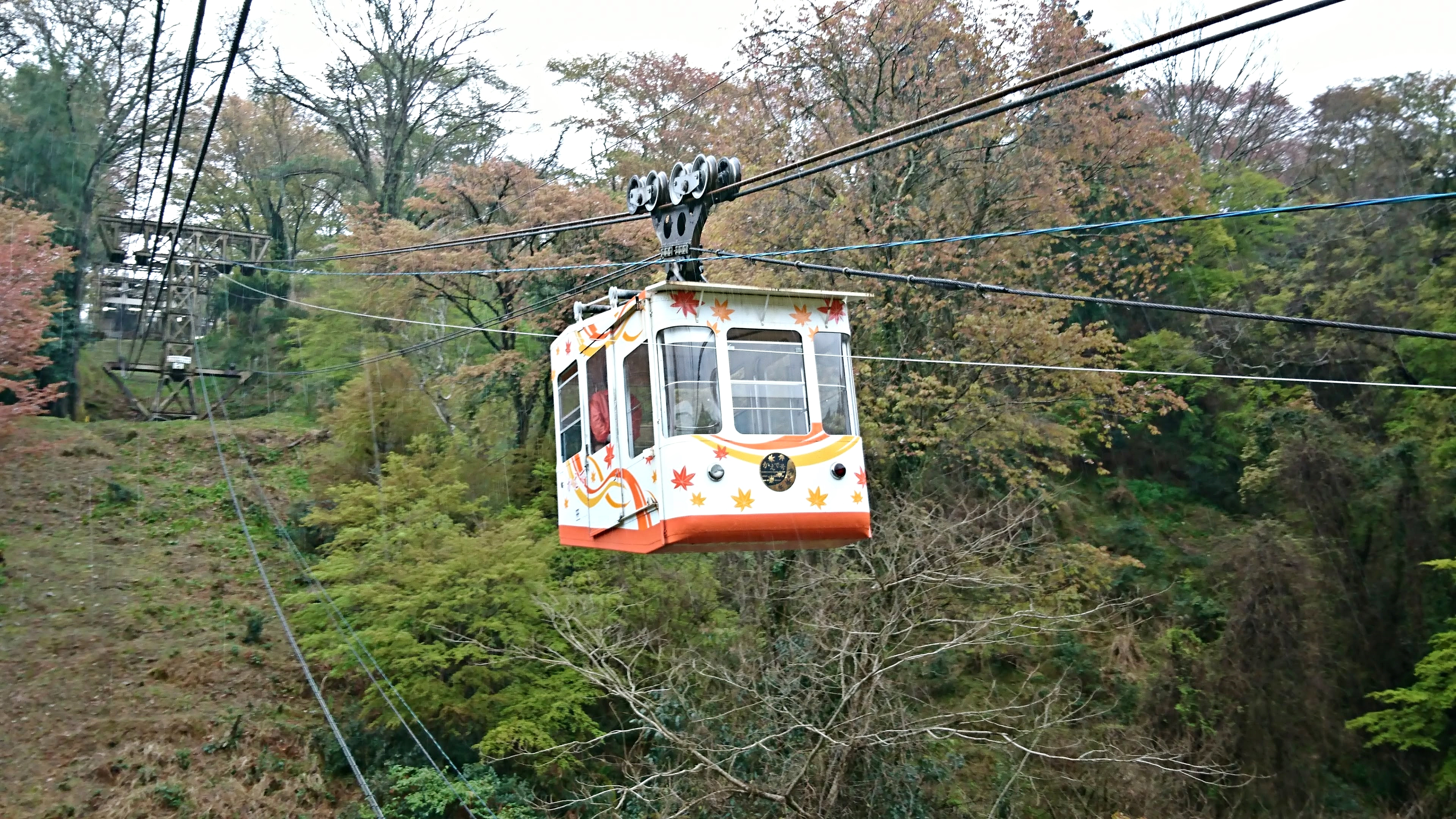
吉野ロープウェイ （新塗色）

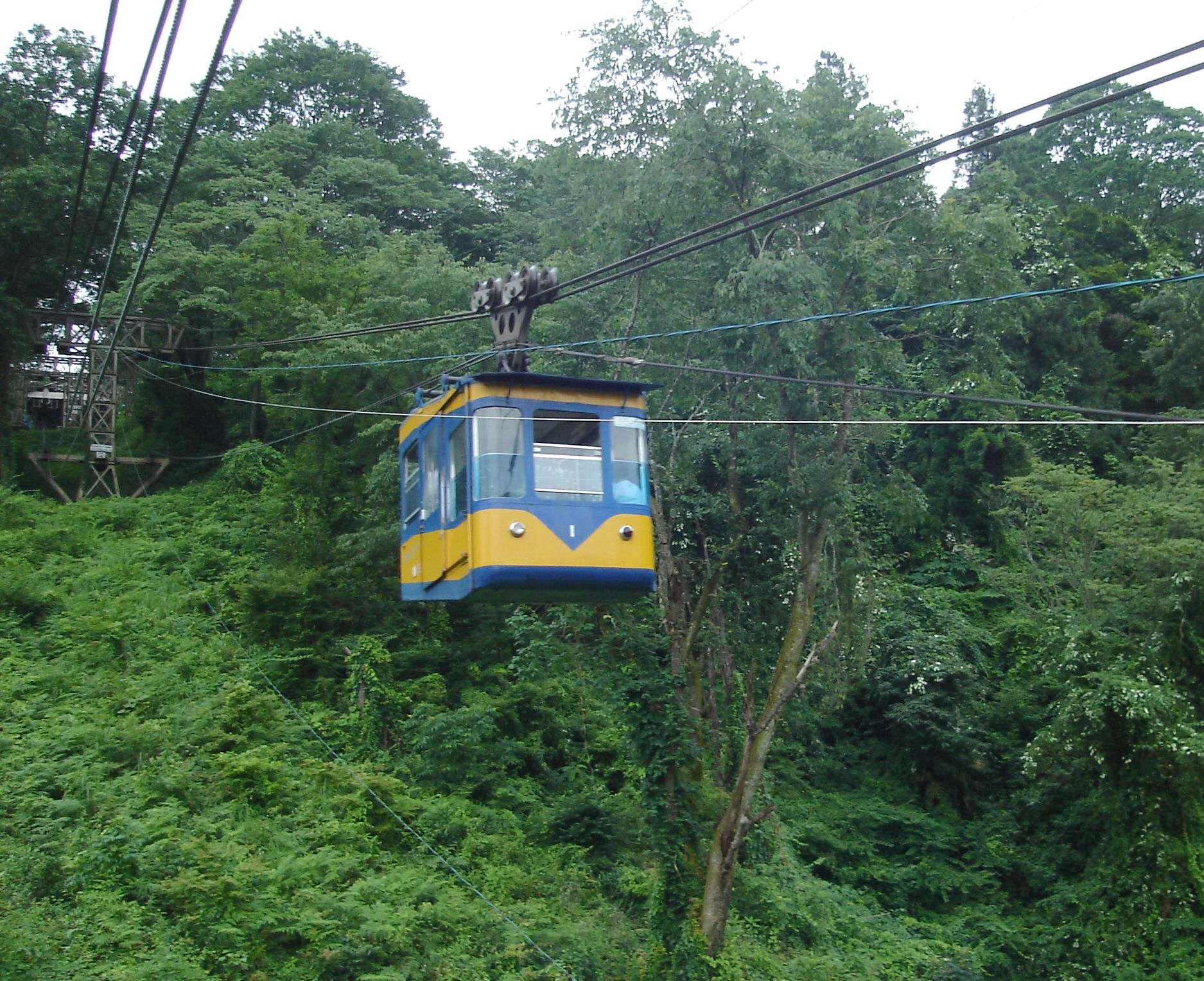
吉野ロープウェイ（旧塗装）

吉野大峯ケーブル自動車株式会社（よしのおおみねケーブルじどうしゃ）は、奈良県吉野郡吉野町の近鉄吉野駅至近の吉野千本口から吉野山までのロープウェイと、吉野山内の路線バスを運行する会社である。

## 概要
会社名こそケーブルと称するが、運営しているのはロープウェイである。設立当初、吉野から大峯山までの長大な路線を計画していたことによるが、その計画は第1期のロープウェイ開通直後に世界を襲った世界恐慌のために立ち消えとなった。
ロープウェイはかつての近鉄特急風の搬器（ゴンドラ）の塗装や前面デザインから近鉄グループかと思わせるが、実際には地元資本の独立事業者であり、近鉄との資本関係はない。ただしゴンドラは近鉄グループの近畿車輛で製造されている。なお、ゴンドラの塗装は、2013年に桜を模した白を主体とした新塗装に改められた（近鉄26000系「さくらライナー」の塗装に近い）。また、現存するロープウェイ路線としては最古である。
2012年には、日本機械学会から、日本の機械技術史上貴重な設備・施設を今日まで保全してきた功績を認められ、日本の機械遺産第52号に認定されている。
2014年7月からは、旅行業第2種を取得し、海外の観光客を中心にツアーを展開する旅行社を「吉野・旅ともツアーズ」として設立している。

## 沿革
- 1927年（昭和2年）
  - 1月25日 逓信省（現在の総務省）より索道敷設認可[1]。
  - 12月 吉野山架空ケーブル株式会社設立（資本金10万円）[2]。
- 1929年（昭和4年）3月12日 千本口 - 吉野山間のロープウェイを開業。建設費は12万円。当初は20人乗りの搬器で片道15銭。
- 1934年度（昭和9年） 大峯登山自動車へ社名変更[3]。
- 1935年度（昭和10年）吉野大峯ケーブル自動車へ社名変更[4]。

## ロープウェイ
- 吉野ロープウェイ
交走式（つるべ式）で搬器は28人乗り。ケーブル2本の間にぶら下がる珍しい形式である。またケーブルカーのように内部が傾斜しており段がある。

## 路線バス

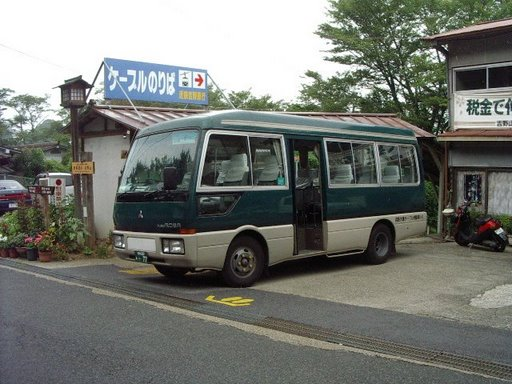
吉野大峯ケーブル自動車の車両

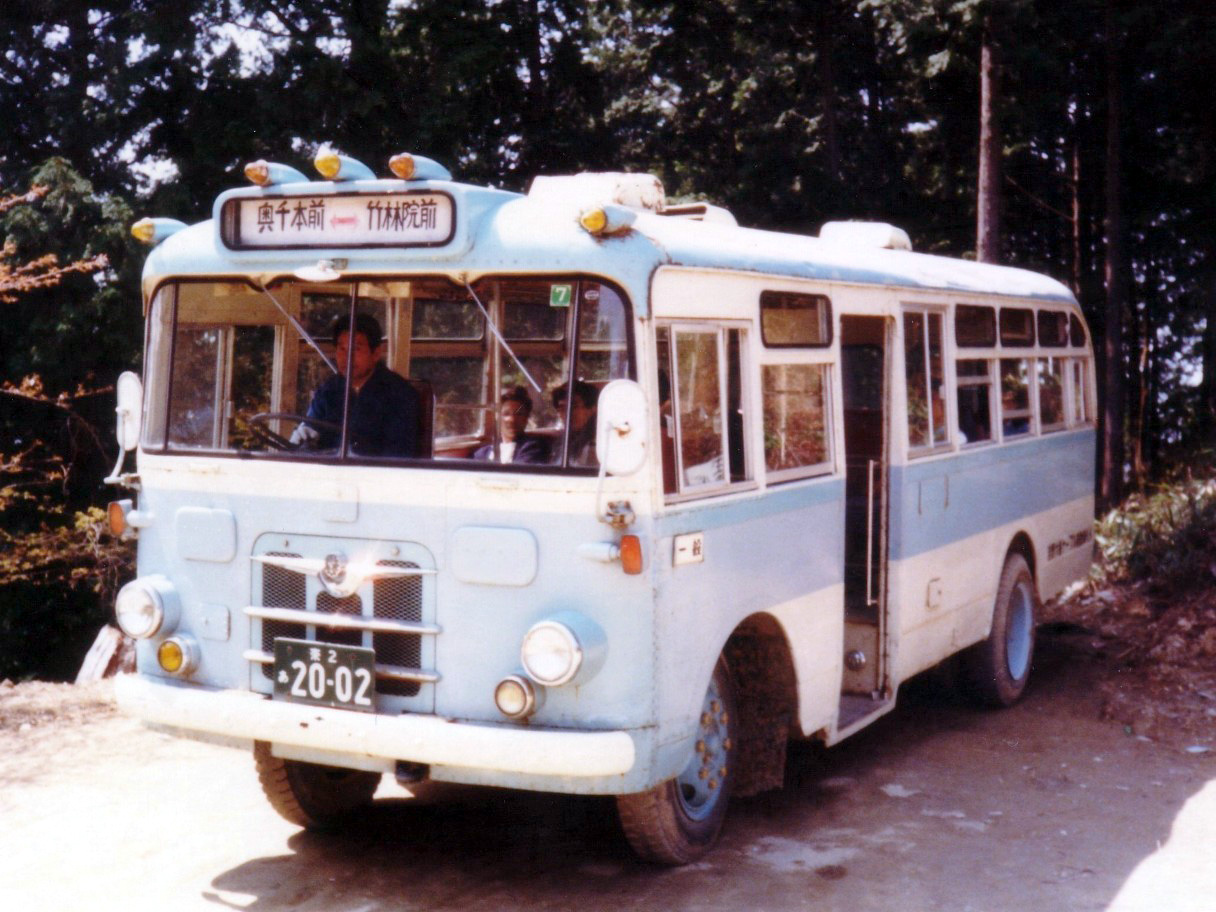
吉野大峯ケーブル自動車がかつて運行していた旧型キャブオーバー型バス。1981年4月撮影

使用されるバスは、マイクロバス（三菱ふそうローザやトヨタ・コースター）がメーカー標準塗装のまま用いられており、一見すると自家用バスに見えるが、正規の路線バスである。
1990年代初めまで、1960年代製造のトヨタおよびいすゞ自動車製キャブオーバー型バスが在籍していたことでも知られる。

### 現行路線

#### 吉野山奥千本ライン
- 吉野神宮 - 下千本駐車場 - 吉野山駅 - 金峯山寺前 - 勝手神社前 - 如意輪寺口 - 竹林院前 -（高城山展望台）- 奥千本口

日中のみ60分ごと運転。吉野神宮は神社の至近であり、吉野神宮駅ではない。近鉄吉野駅には乗り入れておらずロープウェイを介しての接続となる。
春の多客期には道路が花見客で混雑し定時運行が困難となるため、吉野神宮 - 竹林院前間は運休となり、増発した上で竹林院前 - 奥千本口間のみの運行となる。また、冬季の一部期間は全線運休となる。
高城山展望台バス停は吉野神宮方面行きのみ停車する。バス停は吉野山内の各名所付近に配置されており、下千本から奥千本までの吉野山での主要な名所へアクセスが可能である。

### 廃止路線

#### まほろば漫遊ライン
- 大和八木駅 - 橘寺前 - 石舞台 - 談山神社 - 多武峰 - 吉野神宮 - 吉野山駅

2014年10月1日から運行を開始した路線である。奈良県の紅葉名所としても名高い談山神社と吉野山を繋ぐ。10月1日から11月30日までの季節運行ではあるが、2014年からは奈良県の紅葉名所をアクセス良く、毎年楽しむことが可能になる。2018年7月15日をもって廃止された。

## 不祥事

### 路線バスの不当な運休
近畿運輸局が、2016年6月1日及び9月29日に、法令違反の疑いを端緒に監査を実施した結果、2016年5月中に計6日間正当な理由なく路線バスを全便運休したほか、一部乗務員に健康診断や法定講習を受けさせなかったり、車両の定期点検整備を行なわなかったなど計7件の違反が認められた。このため、近畿運輸局は2017年3月23日に輸送施設の使用停止（50日車）の行政処分を行った。

### ロープウェイの衝突事故
2017年4月28日に営業運転中のロープウェイで、下りのゴンドラが所定の位置で止まらず鉄製の設備に衝突する事故を起こした。乗客15人に怪我はなかった。運転係がブレーキのタイミングを誤ったのが事故の原因と見られている。なお、所定の位置を行き過ぎた場合に自動でブレーキをかける安全装置の電源は入っていなかった。近畿運輸局は、行政処分などを検討している。事故後、ロープウェイは運休しているが、2018年春に予定していた運行再開はワイヤロープやゴンドラの走行輪の摩耗などが新たに見つかったため2018年夏頃までかかるとしていたが、資金調達が難航し再開の目処が立っておらず、バス代行が続いている。2019年3月23日、運行を再開。

### 二種免許不所持者へのバス運転命令
2018年4月14日、バスの運転に二種免許（中型二種免許）が必要と知りながら、二種免許を持たない82歳の男性に路線バスの運転を指示したとして、奈良県警察本部交通指導課と吉野警察署は同年5月22日、同社社長と運行管理担当者の2名を道路交通法違反（無免許運転下命）容疑で逮捕した。82歳男性は大型免許は取得していたが二種免許を所持していなかった。同社はロープウェイが運休中で代行バスを走らせていたが、普段はバス運転手が数名であり、花見の時期にはアルバイトを雇って対応していたという。その後、社長と運行管理担当者を略式起訴し、2018年6月11日付で五條簡易裁判所は2名にそれぞれ罰金35万円の略式命令を出した。
その後、近畿運輸局の監査により、2017年12月に運行管理者が退社したあと新しい運行管理者を選任していなかったことや運転者への点呼を行っていなかったことなど15件の違反が見つかり、2018年9月11日付けで同社に対して9月18日から10月24日までの37日間にわたる事業停止処分を下すとともに、4台所有するバスのうち1台を10月25日から130日間使用を禁止する行政処分を下した。
これらの不祥事は、2代目社長の娘婿で2010年に後を継いだ3代目社長の時期に起こっている。逮捕を受けて3代目社長は退社し、2代目社長が再び社長に就任し会社の立て直しを行っている。

### 無認可値上げ
2019年3月22日に索道路線の運賃を値上げしたところ、代行バス路線の運賃も伴って変更される旨誤信し、無認可で同路線に索道路線と同等の新運賃を適用していた。このため、近畿運輸局は2025年6月3日付で20日間の事業用自動車使用停止の行政処分を行った。